# 紀國公主
纪国公主（733年—807年10月16日）名淑，字上玄，唐朝公主，是中国唐朝第七代皇帝唐肃宗李亨的第六女，她的生母不详。
初封宜宁公主，乾元二年（759年），嫁给了左散骑常侍郑沛。贞元元年（785年），宜宁公主被侄子唐德宗改封纪国公主。元和二年（807年）九月十二日，在长兴坊家中，纪国公主去世，时年七十五岁。元和三年（808年）七月廿九日，郑沛与纪国公主合葬。
儿子郑何，尚唐顺宗次女普安公主。女儿郑氏，下嫁将作少监武功苏某。